# Hidrossolubilidade
Hidrossolúvel é a característica daquilo que pode ser dissolvido em água. É um material sólido que pode se transformar, através de processos químicos, em um líquido permeável e solúvel como a água, como por exemplo, açúcar, sal de cozinha e pó de café.
Substâncias hidrossolúveis são mais facilmente permeáveis em membranas celulares.Voltamos à regra principal da solubilidade: “semelhante dissolve semelhante”. Basicamente, esta regra nos diz que para que haja solubilização entre duas substâncias é preciso que as duas tenham interações intermoleculares de mesmo caráter. O óleo e a água não se misturam de maneira homogênea porque a água é polar e o óleo é apolar, o que os torna diferentes em termos de interações presentes e, consequentemente, insolúveis.
Uma molécula hidrossolúvel é aquela em que a interação com água é termodinamicamente favorecida em relação a interação com óleos e outras moléculas apolares. Elas são tipicamente polarizadas e capazes de fazer ligação de hidrogênio. É importante lembrar que apenas uma porção da molécula pode ser hidrossolúvel e em alguns casos ambas as propriedades podem estar presentes. Nesse caso consideramos essa molécula anfifílica e temos como exemplos os lipídios das membranas celulares e os sabões. Esse tipo de molécula possui uma porção dela hidrossolúvel e outra lipossolúvel, permitindo que se dissolva em água e gorduras simultaneamente. A parte apolar do sabão interage com a gordura, enquanto a parte polar interage com a água, formando partículas que se mantêm dispersas na água e são arrastadas com ela durante a lavagem.
Para que uma molécula orgânica seja considerada hidrossolúvel ela precisar ter pelo menos um grupo hidrossolúvel a cada cinco carbonos, no caso de grupamentos neutros e, no caso de grupamentos eletricamente carregados, um a cada sete átomos de carbono.
Substâncias hidrossolúveis são mais facilmente permeáveis em membranas celulares. Infelizmente, produtos naturais aplicáveis em farmacologia, geralmente são substâncias polares, e por isto, de hidrossolubilidade e biodisponibilidade reduzidas. Uma das alternativas em grande crescimento no mundo é o uso de moléculas transportadoras, como é o caso da ciclodextrina, que aumenta a hidrossolubilidade das moléculas bioativas de origem natural pela formação de complexos de inclusão. O complexo de inclusão formado pela ciclodextrina e a molécula de interesse é capaz de penetrar nos tecidos e pode ser utilizada para liberar fármacos ativos biologicamente dentro da célula, agindo mais próximo do seu alvo.